# Іржавець західний
Іржа́вець західний (Casiornis rufus) — вид горобцеподібних птахів родини тиранових (Tyrannidae). Мешкає в Південній Америці.

## Опис

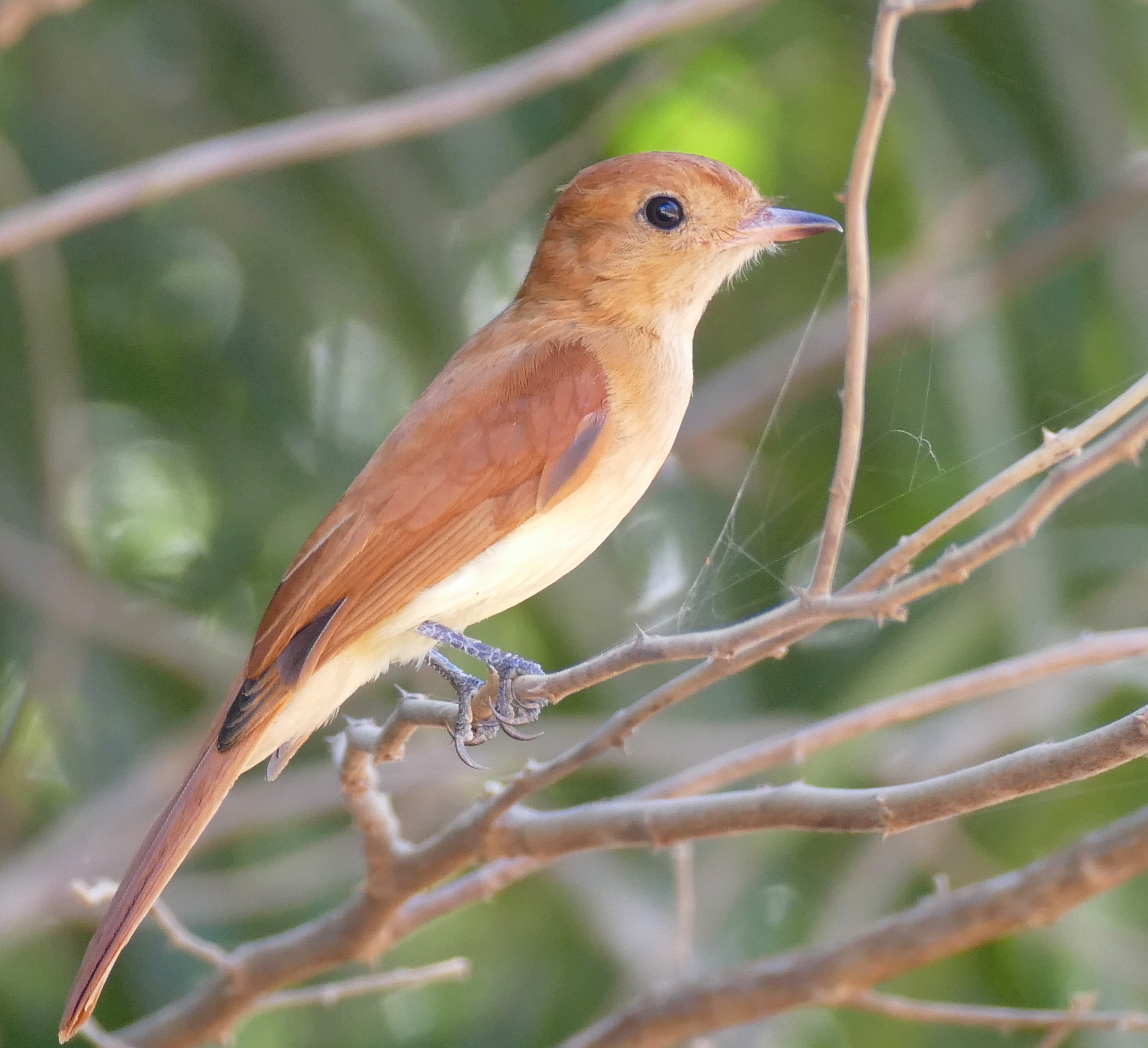
Західний іржавець

Довжина птаха становить 18 см. Голова і верхня частина тіла яскраво-руді. Горло і груди світло-рудуваті, живіт охристий. Дзьоб темний, біля основи рожевуватий. Хвіст відносно довгий.

## Поширення і екологія
Західні іржавці мешкають на півночі і сході Болівії, в центрі та на півдні Бразилії, в Парагваї та на півночі Аргентини (на південь до Тукумана, південного Чако і Коррієнтеса). Взимку частина популяції мігрує на північ, до північно-східної Бразилії та Перу. Також західці іржавці спостерігалися в Уругваї та Чилі. Вони живуть в сухих тропічних лісах і саванах регіону Чако, в галерейних лісах і чагарникових заростях. Зустрічаються на висоті до 1500 м над рівнем моря. Гніздяться в дуплах дерев.